# Álvaro Martínez Betancourt
Álvaro Martínez Betancourt (Guaitarilla, Nariño, 1951) es un compositor, poeta y escritor colombiano.

## Biografía
Nació en 1951, en Guaitarilla (Nariño), Colombia, abogado excatedrático de la facultad de Derecho de la Universidad de Nariño, ha irrumpido en actividades públicas como concejal de Pasto y como diputado a la Asamblea Departamental; compositor y cantautor, agremiado en Sayco, de versatilidad musical con ritmos variados, boleros, montunos, salsa, bambucos, porros; plasmados en su primer CD., que lo han hecho merecedor de premios regionales, nacionales e internacionales. Con éxitos como: El volcán, Pinceladas, Pasto lindo, Eres, entre otras.

### Carrera temprana
Como poeta se ha distinguido por la crítica literaria del País, con esta su obra “Galopes del Viento”, segunda edición; fue seleccionado en la colección de poetas Colombianos en 1988 por el suplemento literario del diario el Tiempo de Bogotá.
Publica de manera renovada y con inmejorable acento su nueva obra El Jilguero y el Domador que recoge la reducción de los últimos años la que sin duda se abrirá paso en el mundo literario dado su hondo contenido vivencial, filosófico y humanístico, que ocupara el sitial distinguido temprano o en la posteridad, cuando los lectores le brinden admiración y concepto a su descollante calidad. José Luis Díaz Granados (Plaza & Janés), evoca, "nos convoca a una aventura verbal en la que la reflexión y la canción se unen para condensar las luces y las sombras de este ciclo finisecular con ancho acierto".
Su trabajo literario ha sido reconocido en el libro “cuadernos del seminario Andrés Bello”, la novela en el departamento de Nariño de la filóloga de Cecilia Caicedo de Cajigas de 1990.
De igual manera en el libro de reciente publicación del escritor colombiano Rogelio Echavarría Quienes quieren la poesía colombiana – Bogotá 1998, que se difundió en toda Latinoamérica, allí selecciona lo más granado de los poetas colombianos de ayer y hoy en donde aparece un ponderado comentario sobre este escritor del sur de Colombia.
Ha participado en recitales internacionales en países d América y Europa con éxito. Quienes han tenido la fortuna de disfrutar de la compañía de este artista, saben las exquisitas reverberaciones de su alma y su talento, en tertulias hondas y deleitosas para el relax del espíritu.
Ensayó sobre algunos poetas y escritores nariñenses contemporáneos, crítica de arte pictórico y literario. Y el libro “La vos del muro” plasmación narrativa con varios cuentos de depurada concepción. 
Su fecunda y variada producción como autor literario, ubican a este artista en el pueblo de privilegio entre el talento raizal nariñense que tendrá que ser reconocido por los desatinados cazadores de biografías ilustres.
Es el creador y fundador de la primera gran comparsa de los colectivos coreográficos del Carnaval de Negros y Blancos de Pasto, hace 23 años.
En el 2007 presenta la obra “La voz del Muro” que contiene comentarios sobre pintores y escultores nariñenses, prólogos de libros de algunos poetas sureños, discursos sobre variada temática, política, música, cine y ensayo que le dan amenidad vital a la obra con su enriquecida palabra; además completa la selección con poemas de sus primeras obras que enriquecen su colección para los lectores de buena literatura.
En 2016 presenta su selección de cuentos y relatos "Cuando los perros hablen", donde desarrolla temas que son expresión del viejo grito contra la violencia partidista casi con una apelación de conciencia de su niñez, vivida en un medio agreste de entorno cotidiano y citadino, la pobreza en los campos, los enfermos mal atendidos en los hospitales, paisajes periodísticos, el tumulto de gente sin destino, fantasías con humos, sentencias y suspensos marcados con un acento de juego verbal de magnífica estructura.

### Biografía de finales de carrera
"Sombras del ocaso", edición reciente de 2017, es un aporte intelectual que contiene un homenaje a su hermano Alfonso (ya fallecido), quién dejó trabajos de ensayo sociológico, filosófico y en poesía, así como otra compilación de poemas de su propia autoría, compilaciones epistolares y ensayos filosóficos propios.
El escritor e historiador Edgar Bastidas Urresty, citándolo, dice, Álvaro Martínez "va más allá de toda predicción; su formación básica ha sido el derecho y aunque no estudió formalmente las "bellas artes", ha tenido y tiene una disposición, un talento natural para la comprensión y la práctica de ellas, sobre todo en la música, la poesía y la crítica especializada de arte pictórico con singular goce estético.
En el 2018, escribió un prólogo del libro de Edgar Bastidas Urresty, Bolivar y la Libertad, en el que desarrolla de manera crítica una postura contra la actitud pro realistas de los pastusos que perjudicó y retrasó la lucha libertaria que en principio encabezó Antonio Nariño y Luego Simón Bolívar, causándoles grandes bajas a sus contingentes, y como consecuencia, produciendo grandes gastos económicos en el proceso de la independencia del ignominioso yugo español.
En el 2019, sacó una nueva producción musical de tangos, con una selección de tangos en el que incluye uno de su autoría, letra y música, que lleva por nombre "Susurros", e hizo arreglos para otros temas de la producción como "Alma Mia".